# Артур Коган
Арту́р Ко́ган (нар. 29 січня 1974, Чернівці, УРСР) — ізраїльський шахіст, гросмейстер (1998).

## Біографія
Артур Коган народився у місті Чернівцях. Його сім'я репатріювалася в Ізраїль, коли Артурові було всього два роки. В Ізраїлі він прожив понад 20 років. У теперішній час проживає в іспанському місті Таррагона. Також жив у Франції, Празі, Швейцарії, Любляні і в Будапешті.
В 1981—89 рр. перемагав на міських першостях у Бат-Ямі, Холоні, Ришон-ле-Ціоні, Петах-Тикві.
Серед інших турнірів виграв: 
- 1991 Біль
- 1994 Кечкемет
- 1996 Formie
- 1996 Фліссінген (Голландія)
- 1996 Сас Ван Гент-опен (Голландія)
- 1996 Ischia (Італія)
- 1998 Любляна (Словенія)
- 1998 Pyramiden Кубок (Німеччина)
- 1999 Любляна
- 2000 Almassora (Іспанія)
- 2000 Кутро оупен (Італія)
- 2000 Квебек-оупен
- 2001 Скандинавія-оупен
- 2001 Salou Коста Dorada (Іспанія)
- 2002 Генуя (Італія)
- 2005 Париж-оупен
- 2005 Tarragona-оупен
- 2006 Ашдод-оупен

## Зміни рейтингу
| На цьому місці має відображатися графік чи діаграма, однак з технічних причин його відображення наразі вимкнено. Будь ласка, не видаляйте код, який викликає це повідомлення. Розробники вже працюють для того, щоби відновити штатне функціонування цього графіка або діаграми. | |
| | На цьому місці має відображатися графік чи діаграма, однак з технічних причин його відображення наразі вимкнено. Будь ласка, не видаляйте код, який викликає це повідомлення. Розробники вже працюють для того, щоби відновити штатне функціонування цього графіка або діаграми. |